# دوبتسي
دوبتسي (بالروسية: Дубцы)‏ هي منطقة ريفية (قرية) في مستوطنة لياخوفسكوي الريفية في منطقة ميلينكوفسكي في مقاطعة فلاديميرفي روسيا. بلغ عدد السكان 16 اعتبارًا من عام 2010 . ويوجد بها شارعين. 
يقع دوبتسي على بعد حوالي 14 كم شرق ميلينكي (المركز الإداري للمنطقة). 